# Dany Boudreault
Pour les articles homonymes, voir Boudreault.
Dany Boudreault né à Metabetchouan en 1983 est un acteur, dramaturge et poète québécois.

## Biographie
Dany Boudreault est diplômé de l’École nationale de théâtre du Canada en 2008. Il est très actif sur les planches montréalaises et se dédie surtout à la création, en plus d’explorer le répertoire. Au théâtre, il prend part à une quinzaine de productions, notamment The Dragonfly of Chicoutimi au Théâtre Petit à Petit, Un tramway nommé Désir à Espace GO, Faire des enfants au Théâtre de Quat’Sous, et d’être dirigé par des metteurs en scène tels que Claude Poissant, Serge Denoncourt, Martin Faucher, René Richard Cyr, Alice Ronfard, Catherine Vidal, Olivier Choinière, Patrice Dubois, Gaétan Paré, Armel Roussel et Anne-Sophie Rouleau.
En février 2012, il fonde avec Jérémie Boucher et Maxime Carbonneau la compagnie de théâtre La Messe Basse. 
Parallèlement, il est au nombre de plusieurs distributions à la télévision (Destinées, St-Nickel (en), Toute la vérité, 30 vies…). Au cinéma, il collabore notamment avec Denis Côté (Boris sans Béatrice, Vic+Flo ont vu un ours), François Delisle (Le météore), Rodrigue Jean (Chambre # 37) et Éric Morin (Chasse au Godard d'Abbittibbi). En Europe, il participe comme acteur aux éditions 2013 et 2015 des Francophonies en Limousin. Sous la direction d’Armel Roussel, il conçoit, écrit et interprète, aux côtés de plusieurs autres artistes, le projet Après la peur, présenté en tournée en France et en Belgique.
Au printemps 2016, il complète une résidence d’écriture à la Maison des auteurs de Limoges où il travaille sur Corps célestes qui est ensuite mis en scène par Édith Patenaude et présenté à l'hiver 2020 au Centre du Théâtre d'Aujourd'hui en coproduction avec La Messe Basse. À titre d’auteur dramatique strictement, il écrit et interprète Je suis Cobain (peu importe) à La Petite Licorne qui remporte le prix du meilleur texte Cartes premières en 2010, (e), un genre d'épopée au Centre du Théâtre d’Aujourd’hui dont il assure la mise en scène également. Le livre est publié aux éditions Les Herbes rouges en 2014. Il co-signe avec Maxime Carbonneau la pièce Descendance, publiée à L'Instant scène et récipiendaire du prix du Salon du Livre du Saguenay-Lac- Saint-Jean en 2014, et signe sa première traduction en 2015 avec Nous sommes trois (Drei sind wir) de Wolfram Höll. Dany Boudreault a publié préalablement deux recueils de poésie aux éditions Les Herbes rouges : Et j’ai entendu les vieux dragons battre sous la peau, nommé au prix des Terrasses Saint-Sulpice en 2005 ainsi que Voilà, récipiendaire du prix de poésie du Salon du livre du Saguenay- Lac-St- Jean en 2007.  
Depuis six ans, il enseigne la lecture et la poésie aux interprètes en formation de l’École nationale de théâtre du Canada.
« Souvent qualifié d’acteur androgyne, Dany Boudreault porte en lui et malgré lui une ambiguïté sexuelle que le regard de l’autre ne cesse de remettre au jour. Dans (e), il se permet enfin de sublimer ce personnage écartelé entre les sexes. » .

## Théâtre

### Interprétation
- Beaucoup de bruit pour rien de William Shakespeare, mise en scène de René-Richard Cyr, TNM, 2009
- L'espérance de vie des éoliennes de Sébastien Harrisson, mise en scène de Frédéric Blanchette, 2010
- Je suis Cobain (peu importe) de Dany Boudreault, mise en scène de Charles Dauphinais, Théâtre La Licorne, 2010
- The Dragonfly of Chicoutimi de Larry Tremblay, mise en scène de Claude Poissant, 2010
- Faire des enfants de Éric Noël, mise en scène de Gaëtan Paré, Théâtre Quat'Sous, 2011
- (e), un genre d'épopée de Dany Boudreault, Centre du Théâtre d'Aujourd'hui, 2013
- Album de finissants de Mathieu Arsenault, mise en scène d'Anne-Sophie Rouleau, 2014
- Après la peur, mise en scène d'Armel Roussel et Salvatore Calcagno, prod. [e]utopia3, 2014
- Un tramway nommé Désir de Tennessee Williams, mise en scène de Serge Denoncourt, Espace Go, 2015
- Le déclin de l'empire américain de Denys Arcand, mise en scène de Patrice Dubois, 2017
- Dis merci de Catherine Bourgeois, 2018
- Le Songe d'une nuit d'été de William Shakespeare, mise en scène de Frédéric Bélanger, Théâtre Denise-Pelletier, 2018
- Parce que la nuit, mise en scène de Brigitte Hæntjens, Espace Go, 2019
- Les enivrés d'Ivan Viripaev, mise en scène de Florent Siaud, 2019
- Ancora tu de Dany Boudreault et Salvatore Calcagno, 2021

### Écriture
- Je suis Cobain (peu importe), Théâtre La Licorne, prod. Théâtre SDF, 2010[6].
- (e), un genre d'épopée, Centre du Théâtre d'Aujourd'hui, prod. La Messe Basse, publié chez Les Herbes rouges en 2013[5].
- Descendance (avec Maxime Carbonneau), Centre du Théâtre d'Aujourd'hui, prod. La Messe Basse, publié chez L'instant même en 2014[7].
- La femme la plus dangereuse du Québec (avec Sophie Cadieux et Maxime Carbonneau), Théâtre Denise-Pelletier, prod. La Messe Basse, publié chez Les Herbes rouges en 2017.
- Corps Célestes, Centre du Théâtre d'Aujourd'hui, coprod. La Messe Basse, publié chez Le Quartanier en 2020.
- L'acquittement, Festival du Jamais Lu, 2021

## Filmographie

### Cinéma
- 2013 : Chasse au Godard d'Abbittibbi d'Éric Morin : un cégepien
- 2013 : Le météore de François Delisle : Max
- 2013 : Vic+Flo ont vu un ours de Denis Côté : pilote du Go-kart
- 2014 : La Gang des hors-la-loi de Jean Beaudry : le mari de la mairesse
- 2016 : Boris sans Béatrice de Denis Côté : Électre
- 2022 : 23 décembre de Myriam Bouchard : Xavier
- 2022 : Confessions de Luc Picard : Carlo

### Télévision
- 2011 : Destinées : Félix Tanguay
- 2012 : Toute la vérité : Joël
- 2012 : 30 vies : Stéphane
- 2016 : St-Nickel (en) : Hugo Martel
- 2016 : Boomerang : Alex
- 2022 : District 31 : Philippe Beaubien
- 2025 : Mea Culpa : Rémi Duguay

### Sources
- Voir;
- Le Devoir;
- Le Quotidien (Progrès-dimanche, Arts, dimanche 27 janvier 2013, p. 38);
- Le Droit;
- Le Journal de Montréal;
- La Presse;
- Le Devoir